# Emmen
Emmen és un municipi de la província de Drenthe, al nord dels Països Baixos. L'1 de gener del 2009 tenia 109.521 habitants repartits sobre una superfície de 346,29 km² (dels quals 9,06 km² corresponen a aigua).
Fou seu de la Copa Mundial de Futbol Juvenil del 2005.

## Centres de població
Barger-Compascuum, Emmen, Emmer-Compascuum, Erica, Klazienaveen, Nieuw-Amsterdam, Nieuw-Dordrecht, Nieuw-Schoonebeek, Nieuw-Weerdinge, Roswinkel, Schoonebeek, Veenoord, Weiteveen, Zwartemeer.

## Resultats electorals
| Partit                 | Locals 2006 | Generals 2006 |
| ---------------------- | ----------- | ------------- |
|                        | en %        | en %          |
| Opkomst                | 57,13       | 78,6          |
| PvdA                   | 40,97       | 44,5          |
| CDA                    | 19,40       | 25,6          |
| VVD                    | 9,45        | 11,1          |
| Burgerbelangen         | 6,57        | -             |
| SP                     | 6,42        | 5,8           |
| ChristenUnie           | 4,66        | 1,9           |
| GroenLinks             | 3,48        | 3,5           |
| Drentse Ouderen Partij | 2,72        | -             |
| LPF                    | -           | 3,6           |
| D66                    | -           | 2,7           |
| SGP                    | -           | 0,2           |
| Partit pels Animals    | -           | 1,5           |
| Altres                 | -           | 4,2           |